# Arnott Strait
Die Arnott Strait ist eine Meerenge in Nunavut (Kanada), die die Königin-Elisabeth-Inseln, Cameron Island (im Norden) und Île Vanier (im Süden) trennt. Die im kanadisch-arktischen Archipel gelegene Meerenge ist 40 Kilometer lang und 4,7 Kilometer breit und mündet im Westen in den Byam Martin Channel.